# ميلفورد هافن
ميلفورد هافن (بالإنجليزية: Milford Haven، بالويلزية:Aberdaugleddau)‏ هي مدينة في بيمبروكشاير، ويلز. وهي تقع على الجانب الشمالي من مجرى ميلفورد هافين المائي، وهو مصب نهري يشكل ميناء طبيعي وقد تم استخدامه كميناء منذ العصور الوسطى. تأسست المدينة عام 1790 شمال المجرى المائي، والتي حملت نفس الأسم.

## المناخ
يظهر الجدول التالي التغييرات المناخية على مدار السنة لميلفورد هافن:
| البيانات المناخية لـميلفورد هافن  | البيانات المناخية لـميلفورد هافن | البيانات المناخية لـميلفورد هافن | البيانات المناخية لـميلفورد هافن | البيانات المناخية لـميلفورد هافن | البيانات المناخية لـميلفورد هافن | البيانات المناخية لـميلفورد هافن | البيانات المناخية لـميلفورد هافن | البيانات المناخية لـميلفورد هافن | البيانات المناخية لـميلفورد هافن | البيانات المناخية لـميلفورد هافن | البيانات المناخية لـميلفورد هافن | البيانات المناخية لـميلفورد هافن | البيانات المناخية لـميلفورد هافن |
| الشهر                             | يناير                            | فبراير                           | مارس                             | أبريل                            | مايو                             | يونيو                            | يوليو                            | أغسطس                            | سبتمبر                           | أكتوبر                           | نوفمبر                           | ديسمبر                           | المعدل السنوي                    |
| --------------------------------- | -------------------------------- | -------------------------------- | -------------------------------- | -------------------------------- | -------------------------------- | -------------------------------- | -------------------------------- | -------------------------------- | -------------------------------- | -------------------------------- | -------------------------------- | -------------------------------- | -------------------------------- |
| متوسط درجة الحرارة الكبرى °م (°ف) | 8.4 (47.1)                       | 8.2 (46.8)                       | 9.8 (49.6)                       | 12.0 (53.6)                      | 14.9 (58.8)                      | 17.2 (63.0)                      | 19.1 (66.4)                      | 19.0 (66.2)                      | 17.2 (63.0)                      | 14.2 (57.6)                      | 11.2 (52.2)                      | 9.1 (48.4)                       | 13.4 (56.1)                      |
| المتوسط اليومي °م (°ف)            | 6.3 (43.3)                       | 5.9 (42.6)                       | 7.3 (45.1)                       | 9.0 (48.2)                       | 11.7 (53.1)                      | 14.1 (57.4)                      | 16.1 (61.0)                      | 16.1 (61.0)                      | 14.5 (58.1)                      | 11.8 (53.2)                      | 9.0 (48.2)                       | 6.9 (44.4)                       | 10.7 (51.3)                      |
| متوسط درجة الحرارة الصغرى °م (°ف) | 4.1 (39.4)                       | 3.6 (38.5)                       | 4.8 (40.6)                       | 5.9 (42.6)                       | 8.5 (47.3)                       | 10.9 (51.6)                      | 13.0 (55.4)                      | 13.2 (55.8)                      | 11.7 (53.1)                      | 9.4 (48.9)                       | 6.7 (44.1)                       | 4.7 (40.5)                       | 8.0 (46.5)                       |
| معدل هطول الأمطار مم (إنش)        | 108.5 (4.27)                     | 75.0 (2.95)                      | 79.6 (3.13)                      | 65.4 (2.57)                      | 64.7 (2.55)                      | 64.1 (2.52)                      | 69.8 (2.75)                      | 84.3 (3.32)                      | 86.3 (3.40)                      | 130.0 (5.12)                     | 130.1 (5.12)                     | 117.5 (4.63)                     | 1٬075٫2 (42.33)                  |
| متوسط الأيام الممطرة (≥ 1.0mm)    | 15.7                             | 11.6                             | 12.6                             | 10.9                             | 9.5                              | 9.4                              | 9.8                              | 10.2                             | 11.4                             | 15.7                             | 16.1                             | 15.0                             | 147.7                            |
| ساعات سطوع الشمس الشهرية          | 59.7                             | 83.3                             | 116.1                            | 185.9                            | 216.4                            | 196.4                            | 202.8                            | 194.9                            | 147.9                            | 107.2                            | 63.2                             | 51.8                             | 1٬625٫4                          |
| المصدر: Met Office                |                                  |                                  |                                  |                                  |                                  |                                  |                                  |                                  |                                  |                                  |                                  |                                  |                                  |

## توأمة
لميلفورد هافن اتفاقيات توأمة مع كل من:
- Romilly-sur-Seine [الإنجليزية]‏
- أومان

## أعلام
- تومي بست
- آرثر سيمونز